# Porfiria epatoeritropoietica
La porfiria epatoeritropoietica o epatoeritrocitaria è una rarissima forma di porfiria epatica causata da una mutazione su entrambi del gene UROD che codifica per l'enzima uroporfirinogeno decarbossilasi.

## Epidemiologia
Ne sono stati descritti all'incirca 40 casi.

## Eziologia
La malattia è considerala la forma a trasmissione autosomica recessiva della porfiria cutanea tarda.

## Clinica
È caratterizzata da una presentazione clinica simile a quella della porfiria cutanea tarda, in particolare alla forma di tipo 2 o familiare, e della porfiria eritropoietica congenita, ma con esordio più precoce. Si presenta con fotosensibilità grave, fragilità cutanea e ipertricosi; frequentemente è associata a dismorfismi e anemia emolitica grave mentre, a differenza della porfiria variegata, non presenta tipicamente sintomatologia neurologica.

## Trattamento
Non esiste trattamento efficace per la malattia. I salassi e la somministrazione di farmaci antimalarici, utili nel trattamento della porfiria cutanea tarda, non si sono dimostrati efficaci.